# Nicola Cruz
Nicola Cruz (Limoges, 1987) es un DJ y productor de origen franco-ecuatoriano. Su estilo mezcla música electrónica con los sonidos tradicionales sudamericanos, incluyendo muchos instrumentos analógicos, a la vez que fuertemente influenciado por la música andina, el techno, el dub, el minimal... etc. a veces calificado como electrónica andina o, como él mismo lo ha bautizado, andes-step. En 2015 firmó con el sello ZZK Records y sacó su álbum debut, Prender el Alma.

## Bio y carrera
Nicola Cruz nació el 7 de diciembre de 1987 en la ciudad de Limoges, en el centro sur de Francia, de padres inmigrantes ecuatorianos. Pasó sus primeros 3 años en este país antes de volver con su familia a Quito. Allí se comenzaría a interesar por la música, y aprendió percusión gracias a una batería que le regalaron sus padres a los 12 años.
Con 19 años (2006) se mudó a Ciudad de México donde vivió cinco años y estudió ingeniería del sonido y producción musical. Allí comenzaría a meterse en el mundo de la electrónica. Actualmente cuenta con un estudio en la localidad de Tumbaco, 14 km al este de Quito.
En 2012 colaboró con el DJ Nicolas Jaar y giró con él por los Estados Unidos. En abril de 2016 fue invitado a una sesión de Boiler Room en Tulum, México, la cual tiene más de 11 millones de visualizaciones en YouTube. También participó en las ediciones de 2016 y 2019 del Festival Sònar de Barcelona, España, y en la ed. 2015 del Sònar Buenos Aires. Ha pinchado varias veces en la Sala Razzmatazz de Barcelona. Asimismo, en 2019 actuó en el Lollapalooza ocurrido en Santiago de Chile, y a finales de ese año pinchó desde las Cataratas de Iguazú, Argentina, retransmisión a cargo de Cercle Music.

## Estilo musical
En sus inicios, las primeras canciones de Nicola Cruz recibían una notable influencia de ritmos house y techno principalmente y un importante componente experimental. Rápidamente, comenzaría a involucrar sonidos ligados a su tierra de origen, la música de Ecuador. En 2015 firmó con el sello argentino ZZK Records, muy en la línea de su estilo musical.
Para Nicola, la relación entre la música y la espiritualidad es un aspecto importante de su trabajo. Toma como inspiración la cultura y cosmovisión sudamericana, particularmente la andina-ecuatoriana. Ello se traduce en la inclusión de elementos folclóricos, místicos y sonidos orgánicos con «tintes chamánicos» en sus pistas. Nicola Cruz hace un especial hincapié en el estudio de los ritmos, ya que comenzó como percusionista. Él mismo calificó su estilo como andes-step, aunque también se muestra contrario a la aparente necesidad que existe en la música actual de etiquetar todos los géneros y estilos musicales, no queriendo encasillarse en ninguno en particular.
A pesar de que su música claramente se cataloga como electrónica, evita un predominio del sonido digital, en favor del sonido más analógicos de instrumentos tradicionales como la marimba, la sampoña, el charango o la flauta siku. En este sentido, él comenta: «la computadora en mis producciones la uso como último recurso, todo lo demás me gusta hacerlo afuera».

## Discografía

### Álbumes
- Prender el Alma (2015, ZZK Records)
- Prender el Alma Remixed (2016, ZZK Records)
- El Origen (2015, ZZK Records)
- Siku (2019, ZZK Records)
- Siku Reworks (2019, ZZK Records)

### Sencillos y EPs
- Noise Within Us EP, 2013
- Lea, 2014
- Invocación, 2015
- Cantos de Visión, 2017
- Visiones, 2017
- Puente Roto Remixed, 2017
- Espíritu, 2017
- El Origen Single, 2017
- Chucum, 2017
- Inversions, 2018
- Siete, 2018
- Arka, 2018
- Siete (Live Version), 2019
- Obsidiana (Hermetics Remix), 2019
- Nicola Cruz / Pigmalião EP, 2020
- Hybridism, 2020
- Fuego Nuevo, 2020

### Colabos
- TW Meets NC, con Tornado Wallace (2020, Óptimo Music)